# ヘルプアニマルズ
ヘルプアニマルズとは、日本の動物愛護団体、動物権利運動団体である。
代表・杉坂は、動物実験や毛皮、ペットショップや動物園、水族館の裏側で、動物に対して行われている行為を一人でも多くの人に知ってほしく、ホームページから発信するという。

## 実験犬シロのねがい
代表・杉坂は、2012年に出版された、動物愛護を啓蒙する児童書『実験犬シロのねがい』の製作に協力した。